# Rolande Danné
Rolande, Jeanne, Danné, née le 11 septembre 1925 à Campet-et-Lamolère et morte le 19 juillet 2017 à Labastide-d'Armagnac, est une coureuse cycliste française qui a détenu le record du monde non officiel de l'heure sur piste féminin en 1947.

## Biographie
Rolande Danné est l'aînée d’une famille modeste de 5 enfants. En 1947, elle est la secrétaire adjointe de la section de cyclotourisme du Stade Montois, et fait les brevets d’endurance (U.A.C.P.) de 200 et 300 km., la Randonnée des Cols Pyrénéens (Luchon-Pau) et surtout le raid sportif Bayonne-Luchon (325 km., 5 cols) qu’elle est  la première femme cyclotouriste à tenter et à réussir.
Le 9 octobre 1947, elle bat le record du monde de l'heure sur la piste d'Arcachon, parcourant 39,090 km,.
Le 25 juin 1948, elle établit un nouveau record derrière moto commerciale à Bordeaux.
Elle épouse Pierre Cescutti (1921-2015), résistant, coureur cycliste et mentor de Luis Ocaña.